# Klosterbräu Bamberg

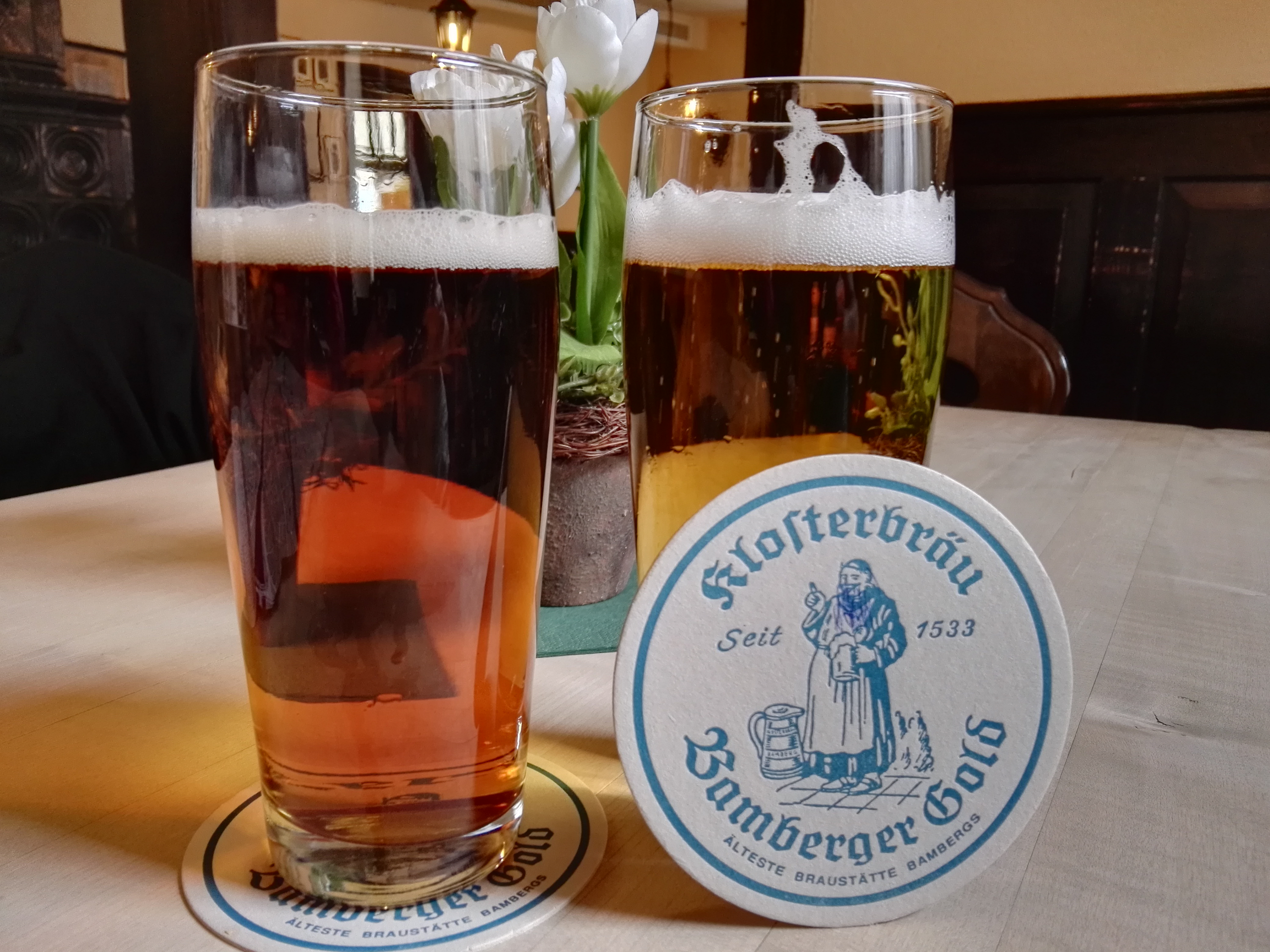
Bier der Brauerei

Die Klosterbräu Bamberg GmbH ist die älteste Brauerei in der oberfränkischen Stadt Bamberg. Sie befindet sich im sogenannten Mühlenviertel direkt an der Regnitz. Der Jahresausstoß liegt bei 4000 Hektolitern.

## Geschichte
Die heutige Klosterbräu, benannt nach dem Franziskanerkloster Bamberg in unmittelbarer Nähe, wurde 1533 als Fürstbischöfliches Braunbierhaus gegründet. Erstmals urkundlich erwähnt wurde die Braustätte jedoch bereits 1333. Bis 1790 besaß der jeweilige Fürstbischof von Bamberg die Brauerei. 1851 erstand Peter Braun aus Kitzingen die Gebäude. Bis 2017 blieb die Brauerei im Besitz der Familie Braun. Seit dem 1. Februar 2017 gehören Brauerei und Gaststätte der Bamberger Brauerfamilie Wörner, die bereits die Brauerei Kaiserdom und die Gasthausbrauerei Kronprinz, beide im Stadtteil Gaustadt, sowie die Rathausschänke an der Oberen Brücke in Bamberg betreiben. Noch heute wird direkt hinter dem Gasthaus das Klosterbräu-Bier gebraut.

## Biere
Folgende Biersorten (in Klammern der Alkoholgehalt) werden gebraut:
- Schwärzla (5,0 %)
- Kellerbier naturtrüb (5,3 %)
- Braunbier (5,5 %)
- Rauchbier (5,3 %)
- Rauchbier alkoholfrei (0,0 %)
- helles Bockbier (6,9 %)
- Maibock